# Camelo
Os camelos (Camelus) constituem um género de ungulados artiodáctilos (com um par de dedos de apoio em cada pata) que contém duas espécies: o camelo-árabe, camelo-doméstico ou dromedário  (Camelus dromedarius), de uma corcova, e o camelo-bactriano (Camelus bactrianus), de duas corcovas. Ambos são nativos de áreas secas e desérticas da Ásia. Ambas as espécies são domesticadas, fornecendo leite e carne para consumo humano, e são animais de tração. Humanos têm domesticado camelos há milhares de anos.
O nome camelo vem do grego kamelos a partir do hebraico ou fenício gāmāl, "camelo", possivelmente a partir de uma raiz que significa suportar ou carregar (relacionado com o árabe jamala). Espécies extintas do gênero foram o Camelus hesternus, Camelus gigas e Camelus sivalensis.
Os camelos são aparentados (possuem a mesma família) a quatro espécies de mamíferos sul-americanos: a lhama, a alpaca, o guanaco e a vicunha.
As evidências fósseis indicam que os ancestrais dos camelos modernos evoluíram na América do Norte durante o período Paleogeno, os Camelops, e depois se espalhou para vários lugares da Ásia e Norte da África. Povos antigos da Somália, os Punts, domesticaram primeiros camelos muito antes de 2000 a.C..
Mesmo com a existência de mais de 13 milhões de dromedários hoje, eles foram extintos como animais selvagens. Há, porém, uma população selvagem considerável de cerca de 32 000 que vivem nos desertos da Austrália central, descendentes de indivíduos que escaparam no século XIX.

## Descrição
A expectativa média de vida de um camelo é de 40 a 50 anos. Um camelo adulto plenamente crescido alcança os 1,85 m até o ombro e 2,15 m de comprimento. A corcova mede cerca de 75 cm. Camelos podem alcançar até os 65 km/h.
São instrumentos de travessia no deserto já que possuem baixa necessidade de consumo de água, e constituem o transporte mais rápido pois os camelos são animais adaptados ao movimento no deserto. Ambos são animais herbívoros. O coletivo de camelos é cáfila. Quando se sentem ameaçados por outros indivíduos, geralmente cospem no sujeito em questão, em situações extremas podem morder.

### Genética
Os cariótipos de diferentes espécies de camelídeos foram estudados anteriormente por muitos grupos, mas não se chegou a nenhum acordo sobre a nomenclatura de cromossomos de camelídeos. O estudo mais recente usou cromossomos de variados camelos, construindo sem dúvida o cariótipo do camelo (2n=74) que consiste de um metacêntrico, três submetacêntricos e 32 autossomos acrocêntricos. O Y é um cromossomo metacêntrico pequeno, enquanto que o X é um cromossomo metacêntrico grande.

## Distribuição

População selvagem em Gobi.

Os 14 milhões de dromedários hoje vivos são animais domesticados (a maioria vivendo no Chifre da África, no Sahel, Magrebe, Oriente Médio e Sul da Ásia). Nesta região tem a maior concentração de camelos do mundo, onde os dromedários constituem uma parte importante da vida nômade local.
Já os camelos bactrianos são menos, cerca de 1,4 milhões deles, principalmente domésticos. Pensa-se que existem cerca de 1 000 camelos selvagens bactrianos no deserto de Gobi, na China e na Mongólia.
Além de sua distribuição nativa original, houve diversas tentativas de implantação de colônias de camelos em outros locais, assim como sua importação para usos comerciais ou turísticos. Essa prática é conhecida desde o Império Romano, com resquícios de camelos, tanto dromedários, como bactrianos, sendo encontrados desde o século I até o século V em diversos locais das Europa: Reino Unido, Bélgica, Suíça, Hungria, França e Alemanha.

### Austrália
Atualmente existe uma substancial população feral de camelos dromedários estimados em até 1 milhão nas regiões centrais da Austrália, descendentes de indivíduos introduzidos como um meio de transporte no século XIX e início do século XX. Essa população está crescendo em cerca de 8% ao ano.
Na Austrália, em 2020, mais de 10 000 camelos selvagens serão mortos por atiradores profissionais porque bebem muita água, um bem necessário num momento em que o país está a ser devastado por incêndios, em parte porque os camelos usam muito dos limitados recursos necessários para os criadores de ovinos.

### Estados Unidos
Uma pequena população introduzida de camelos, dromedários e bactrianos, sobreviveu no sudoeste dos Estados Unidos até a segunda metade do século XX. Estes animais, importados da Turquia, fizeram parte do experimento do U.S. Camel Corps e usados como animais de tração em minas e fugiram ou foram libertados depois que o projeto foi encerrado. Vinte e três camelos bactrianos foram levados para o Canadá durante a Febre do ouro de Cariboo.

### Brasil
No Nordeste brasileiro, o animal resistente à escassez de água e comida poderia ser boa pedida para tração e carga, então o imperador D. Pedro II decidiu apostar na experiência da Comissão do Ceará, organizada pelo Instituto Histórico e Geográfico Brasileiro, e trazer camelos para o Brasil. Em julho de 1859, desembarcaram no Brasil 14 camelos vindos da Argélia. Porém, o pequeno rebanho padeceu com a falta de criadores especializados. A longa gestação das fêmeas, que dura cerca de um ano, ultrapassava os prazos pretendidos para a formação de criações maiores, que acabaram cessando. Aos animais que conseguiram se aclimatar, foi reservado o inusitado papel de atração turística.

## Adaptações ecocomportamentais

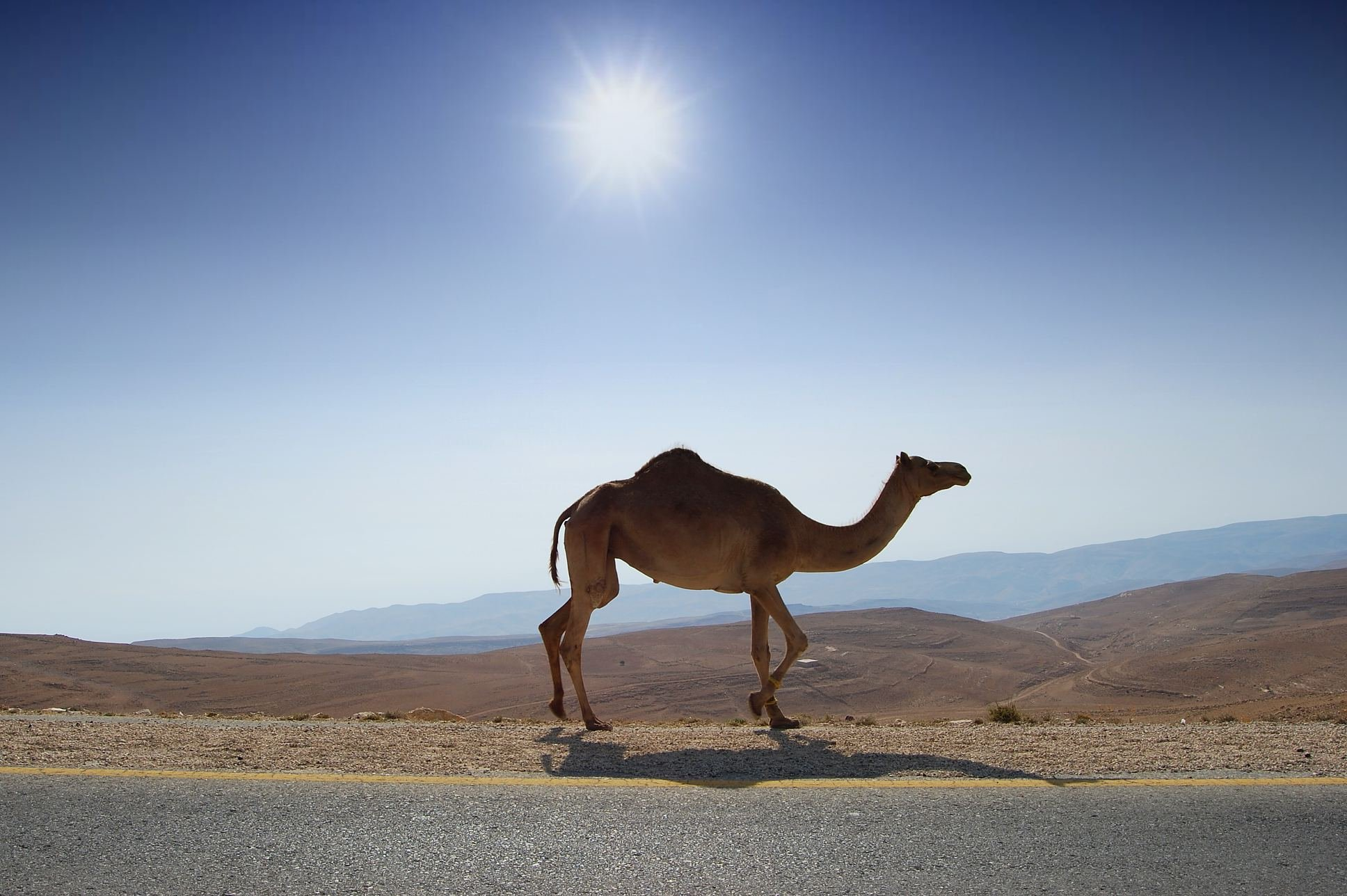
Dromedário no deserto

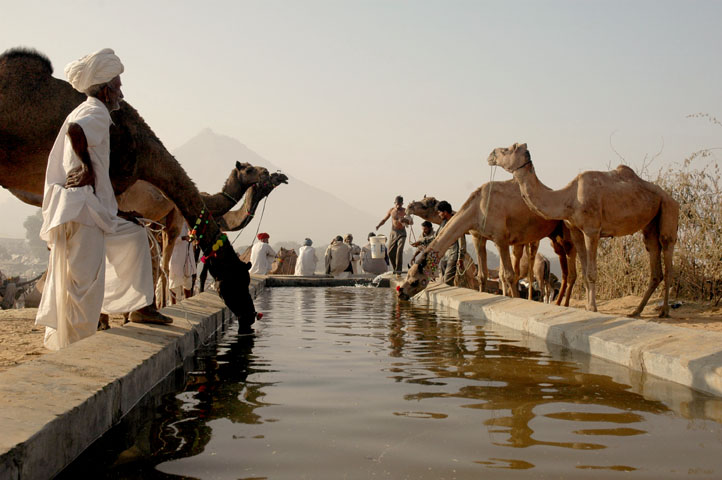
Dromedários bebendo água.

Os camelos não armazenam água em suas corcovas como comumente se acredita. As corcovas são realmente um reservatório de tecido adiposo. Concentrando-se a gordura corporal em suas corcovas minimizam o calor isolando todo o resto do seu corpo, que é uma das adaptações para viver em climas quentes. Quando este tecido é metabolizado, ele age como uma fonte de energia, e produz mais de 1 g de água para cada 1 g de gordura convertido por reação com o oxigênio do ar. Este processo de metabolização de gordura gera uma perda líquida de água através da respiração para o oxigênio necessário para converter a gordura.
Os rins e intestinos do camelo são muito eficientes na retenção de água. Sua urina sai em forma de um espesso xarope e suas fezes são tão secas que podem ser utilizadas para fazer fogo. A água é acumulada em sua corrente sanguínea, onde seus glóbulos vermelhos podem aumentar em até duzentos e cinquenta por cento seu volume para acumulá-la. Outras adaptações à vida no deserto incluem: uma pelagem esparsa e suave que permite refrigeração, variando do branco-sujo ao bege-claro ou castanho-escuro; suas patas, que têm base larga, com uma área que impede que se enterrem na areia; além de longos cílios que protegem os olhos do animal durante tempestades de areia.

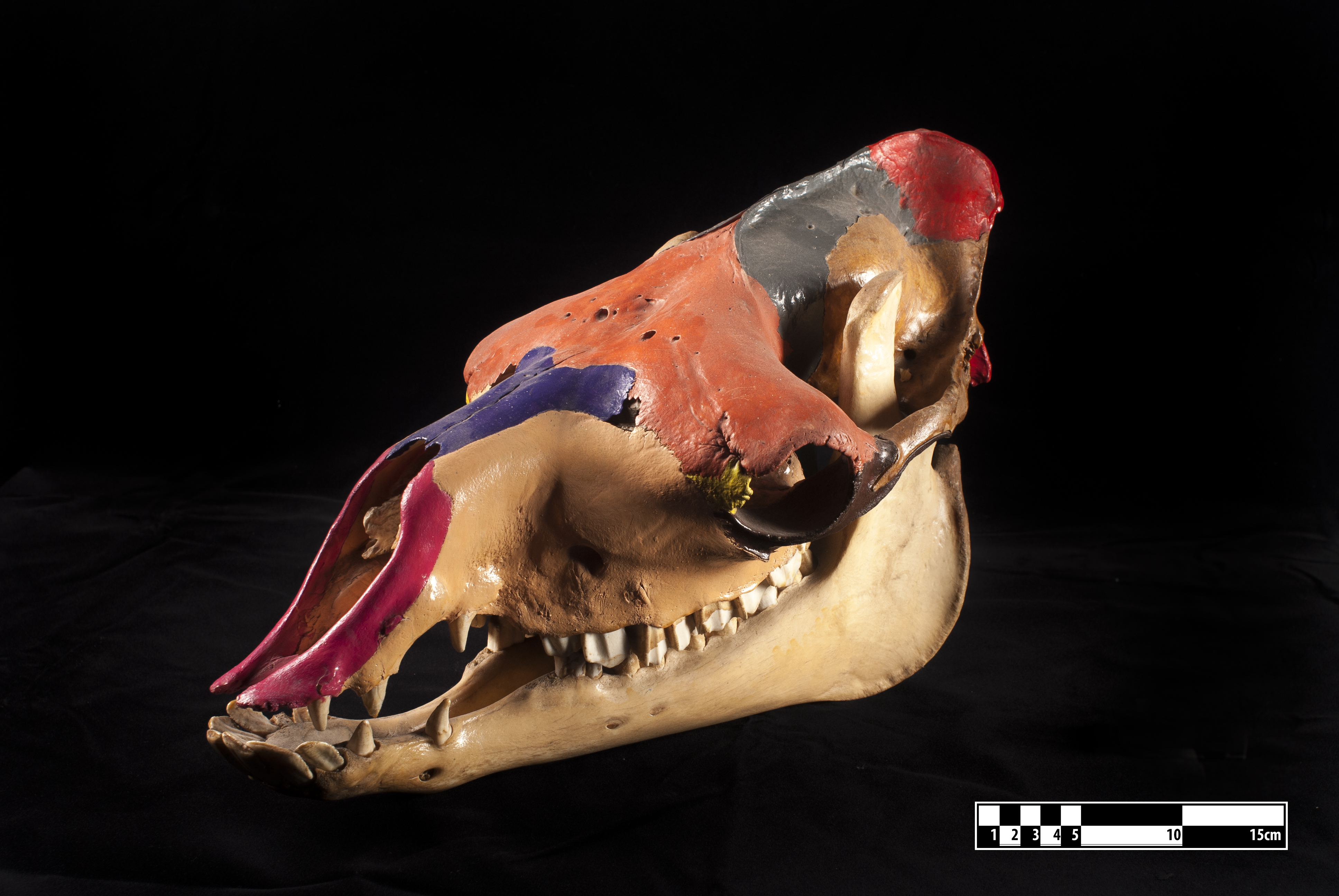
Exemplar de crânio de camelo em exposição no MAV/USP

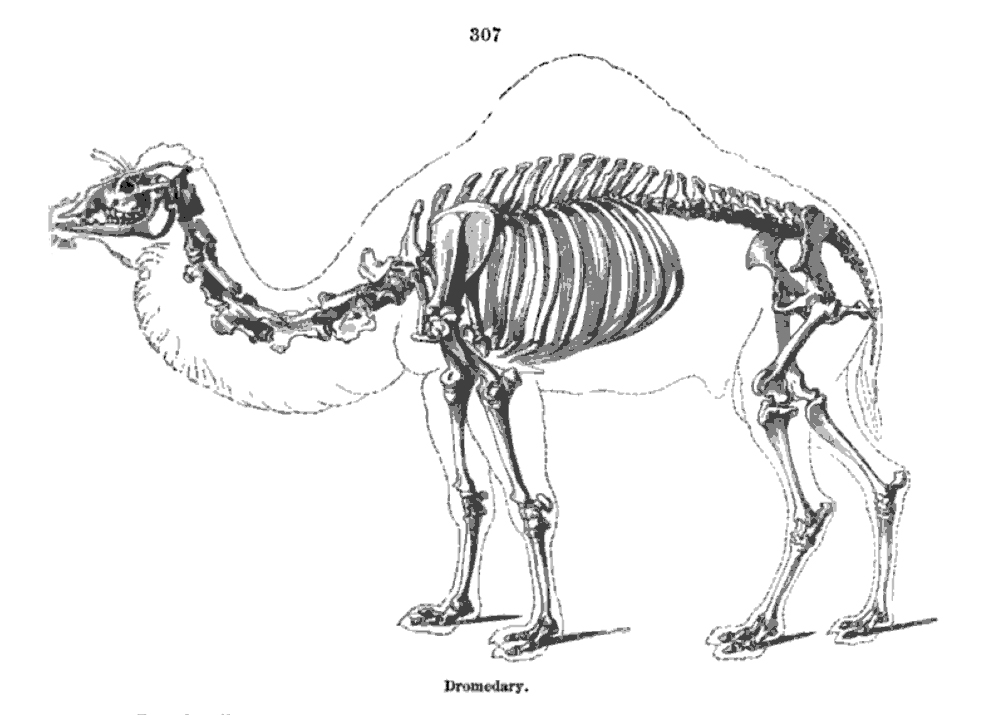
Ilustração do esqueleto do Dromedário

A sua capacidade para resistir a longos períodos sem água é devido a uma série de adaptações fisiológicas. Suas células do sangue são vermelhas e têm um formato oval, ao contrário dos outros mamíferos, que são circulares. Isso facilita o seu fluxo em um estado de desidratação. Estas células são também mais estáveis, a fim de suportar a variação osmótica elevada sem ruptura quando se bebe grandes quantidades de água. Esses glóbulos ovais vermelhas não são encontrados em qualquer outro mamífero, mas estão presentes em répteis, aves e peixes.
Os camelos podem tomar cerca de 200 litros de água de uma só vez. Na alimentação dão preferência a plantas ricas em sais e suculentas, quanto à reprodução, a gestação dura por pouco mais de um ano, dando origem a uma única cria.
Camelos são capazes de resistir a variações no consumo de temperatura do corpo e da água que matariam maioria dos outros animais. Suas faixas de temperatura de 34 °C à noite e até 41 °C durante o dia, e só acima desse limite será que eles começam a suar. A gama de temperatura parte superior do corpo não é frequentemente atingida durante o dia em mais leves condições climáticas, e, portanto, o camelo não pode suar durante todo o dia. A evaporação do seu suor ocorre ao nível da pele, não na superfície do seu revestimento, sendo assim muito eficiente para o arrefecimento do corpo em comparação com a quantidade de água perdida através da transpiração.
Os camelos têm bolsas onde guardam  substâncias nutritivas em forma de tecido adiposo. Além disso a concentração de gordura no topo do corpo, em vez de distribuída, faz com que se evite a retenção de energia térmica.
Uma característica de suas narinas é que uma grande quantidade de vapor d'água em suas exalações está preso e voltou para seus fluidos corporais, reduzindo assim a quantidade de água perdida através da respiração.
Eles podem suportar pelo menos 20-25% de perda de peso devido à transpiração (a maioria dos mamíferos só pode suportar cerca de 15% de desidratação antes do resultado de insuficiência cardíaca de distúrbio circulatório). Sangue de camelo permanece hidratado, mesmo que os fluidos corporais são perdidos, até que este limite de 25% é alcançado.

## Uso militar
Por volta de 1200 a.C. foram inventadas as primeiras selas de camelo, que possibilitaram a montaria de camelos bactrianos. As primeiras selas árabes eram usadas na traseira do camelo, sendo o controle do camelo bactriano era feito através de uma vara. Porém, foi somente por volta de 500-100 a.C. que os camelos bactrianos foram utilizados militarmente, com selas colocadas sobre as corcovas e construídas de maneira rígida e curvada, distribuíam o peso igualmente entre as corcovas, No século VII a.C. surgiu a sela militar árabe, que melhorou o projeto das selas.
No Império Romano, existiram os Dromedarii, parte das tropas auxiliares romanas, recrutadas nas províncias desérticas. Os camelos eram utilizados em combate, principalmente por sua capacidade de assustarem os cavalos, quando em combate próximo, uma qualidade utilizada pelos persas nas guerra do Império Aquemênida contra o Reino da Lídia. A cavalaria de camelos foi utilizada em guerras na África, Oriente Médio, sendo inclusive utilizadas atualmente pelas Forças de Segurança de Fronteira da Índia. Os exércitos também utilizaram camelos como animais de carga, em substituição a cavalos e mulas.

### Séculos XIX e XX

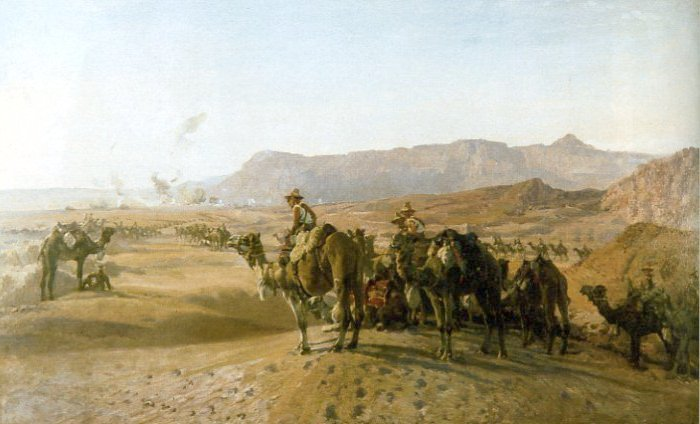
Brigada do Corpo de Camelos Imperial Britânico no Egito

O Exército dos Estados Unidos criou o U.S. Camel Corps, baseado na Califórnia no século XIX. Durante a Guerra Civil Americana, camelos foram utilizados experimentalmente, mas sem muito sucesso, por causa de sua impopularidade entre as tropas. Alguns camelos escaparam para as planícies áridas americanas, criando bandos que existiram até o começo do século XX.
A França criou um corpo de camelos méhariste, parte da Armée d'Afrique, no Saara, em 1902, substituindo unidades regulares de sipahis e atiradores argelinos, utilizados anteriormente para patrulhar as fronteiras. Estas unidades de camelo montadas permaneceram em serviço até 1962, quando as tropas locais foram dispensadas e os franceses transferidos para outras unidades.
Durante a Primeira Grande Guerra, em 1916, os britânicos criaram o Corpo Imperial de Camelos, uma formação militar de tamanho similar a uma brigada, que lutou nas campanhas do Sinai e Palestina. Era composta de infantaria montada em camelos durante o cruzamento de desertos. Em maio de 1918 o Corpo foi reduzido ao tamanho de um batalhão e dispensado em maio de 1919. Também, durante a Primeira Guerra, o Exército Britânico, criou o Corpo de Camelos de Transporte Egípcio, que suportou operações britânicas, transportando suprimentos.
Outras tropas de camelos foram a Somaliland Camel Corps, utilizadas pelos britânicos do começo do século XX até a década de 1960, as "Tropas Nómadas" espanholas utilizadas no Saara Espanhol.

## Dromedário

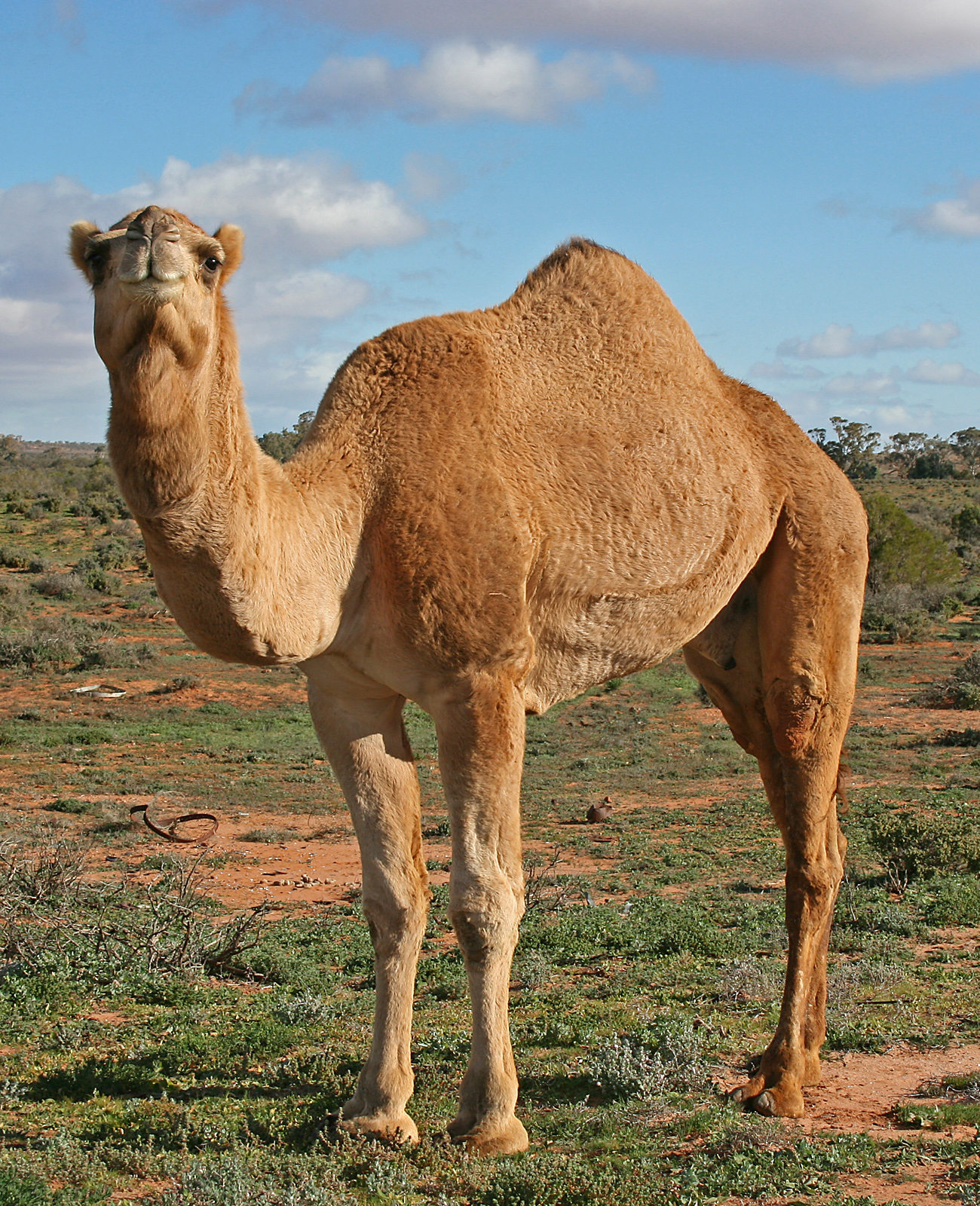
Dromedário.

Distingue-se do camelo bactriano, nativo da Ásia Central, pela presença de apenas uma bossa, contra duas do último, sendo nativo da região nordeste da África e da parte ocidental da Ásia. A partir da metade do século XIX vários exemplares foram introduzidos em outros países, como Estados Unidos, Espanha e Austrália. É um animal muito resistente tanto à temperaturas, quanto a distâncias percorridas, pode trotar durante 16 horas a fio, percorrendo assim, até 140 km por dia. Se bem preparado, suporta muito bem a fadiga e pode manter essa cadência durante 3 ou 4 dias consecutivos percorrendo assim, mais de 500 km.
Chega a atingir 2,3 metros de altura e pesar entre 300 e 690 quilos e consegue beber até 57 litros de água de uma só vez. Possui uma musculatura nas narinas que possibilita seu fechamento, protegendo-o das tempestades de areia do deserto e uma boca estreita com uma fissura no lábio superior. Chega a viver cerca de 50 anos.
Pode sobreviver durante semanas com o consumo de ervas duras e secas do deserto, e, em caso de necessidade,  contenta-se com uma cesta velha,  uma esteira de palha de palmeira, ou com o telhado de palha de uma casa nativa.
Fernando II de Médici levou em 1622, alguns dromedários para a Toscana, tentativa que foi seguida de outras, de modo que a criação de dromedários foi praticada por vários séculos em terras de San Rossore, perto de Pisa. No Brasil alguns dromedários foram importados em 2000 para servirem de atração turística na Praia de Genipabu, tendo desde então se reproduzido em cativeiro e alcançado um número de vinte.

## Camelo-bactriano

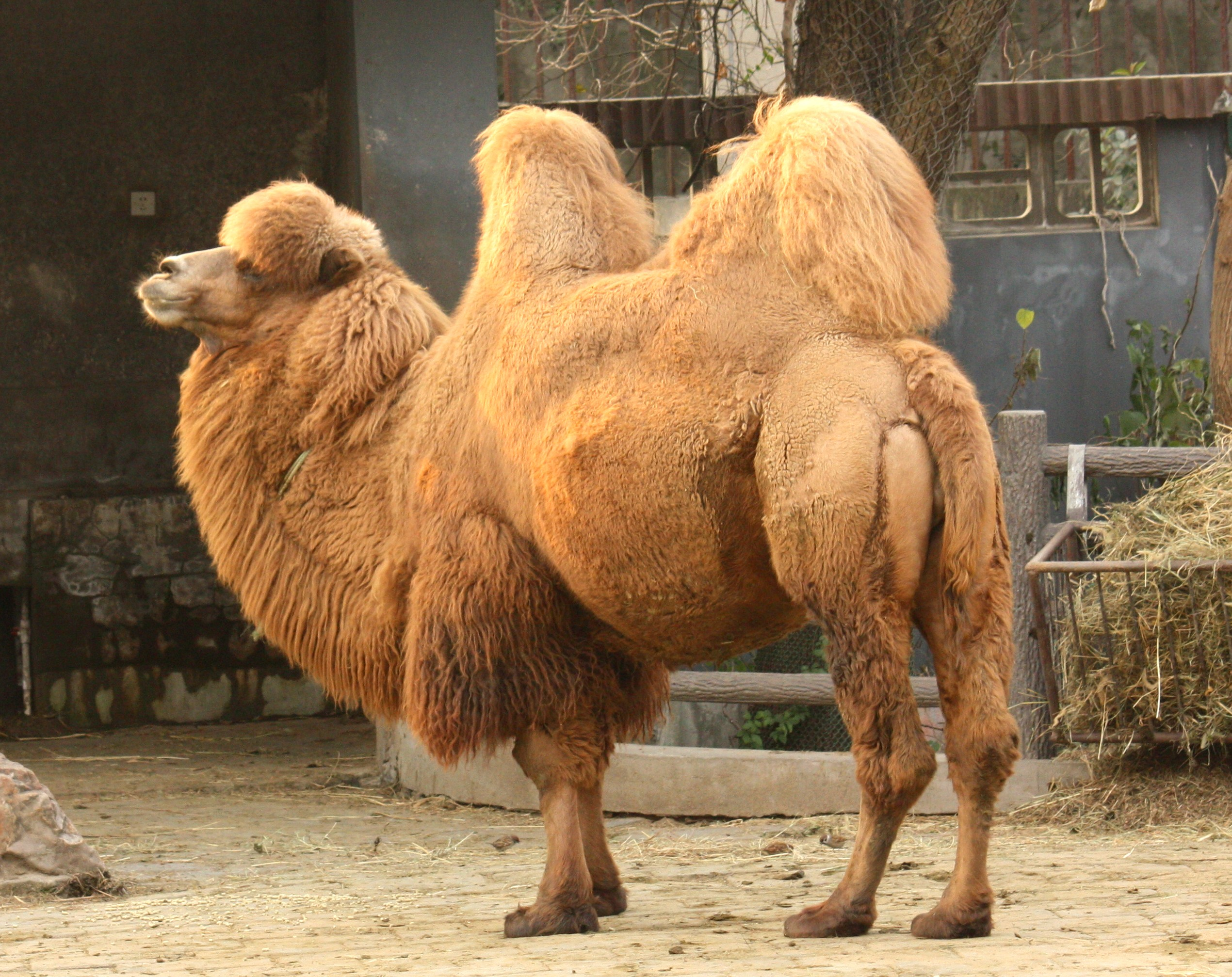
Camelo-bactriano.

O camelo-bactriano mede cerca de 3 metros de comprimento, com mais uns 50 centímetros de cauda; sua altura, no garrote, raramente vai além de 2 metros; pesa entre 450 e 690 quilos. Possui cerca de 1,4 milhões de indivíduos, a maioria domesticado. Há cerca de 1 000 camelos selvagens no Deserto de Gobi e pequenos grupos no Irã, Afeganistão, Turquia e Rússia.
O camelo bactriano é bem mais dócil e calmo que o dromedário, sem oferecer resistência, deixa-se apanhar e arrear, abaixar-se sem protestar e pára sozinho se a carga que leva no dorso ameaça cair. Por outro lado até uma lebre basta para apavorá-lo a ponto de fugir, no que é imitado por seus companheiros. O camelo bactriano são usados para obter leite, carne e como animais de carga, o bactriano apresenta duas  corcovas e é considerado mais comum para ser encontrado.
É muito parecido com a outra espécie da família Camelidae que se pode encontrar atualmente no Velho Mundo, o camelo-árabe ou dromedário (Camelus dromedarius). O camelo-bactriano distingue-se do dromedário pelo seu tamanho maior e pela presença de duas bossas. Pensa-se que este último poderá ser um descendente do camelo-bactriano.

## Principais diferenças
Além do número de corcovas e a localização geográfica, existem outras diferenças relevantes entre o camelo e dromedário:
- Os camelos possuem patas mais curtas, enquanto os dromedários têm pernas mais longas.[49]
- O dromedário apresenta o corpo coberto por uma pelagem curta, o camelo tem pêlos longos e vistosos, principalmente nas coxas, na garupa e na cabeça, durante o inverno, essa pelagem pode chegar ao chão.[49]
- Atualmente não existem mais dromedários selvagens, ou foram domesticados, ou são silvestrados (retornaram ao ambiente natural após a domesticação). Já os camelos, apesar de ameaçados de extinção, ainda podem ser encontrados em estado selvagem no deserto de Gobi.[50][51]

## Religião

### Islão
Para os muçulmanos a carne de camelo é halal, no entanto, de acordo com algumas escolas islâmicas de pensamento, um estado de impureza é trazido pelo consumo do mesmo. Consequentemente, os muçulmanos devem realizar wudhu antes de orar.
De acordo com ahadith coletados por Bukhari e Muslim, Maomé ordenou que as pessoas bebessem leite de camelo e urina como um medicamento.

### Judaísmo e Igreja Adventista do sétimo Dia
Para o povo judeu e para os Adventistas do Sétimo Dia, a carne de camelo e leite não são kosher. Os camelos possuem apenas um dos dois critérios Kosher, embora eles mastigam sua ruminação, eles não possuem cascos fendidos.

## Galeria (anatomia)

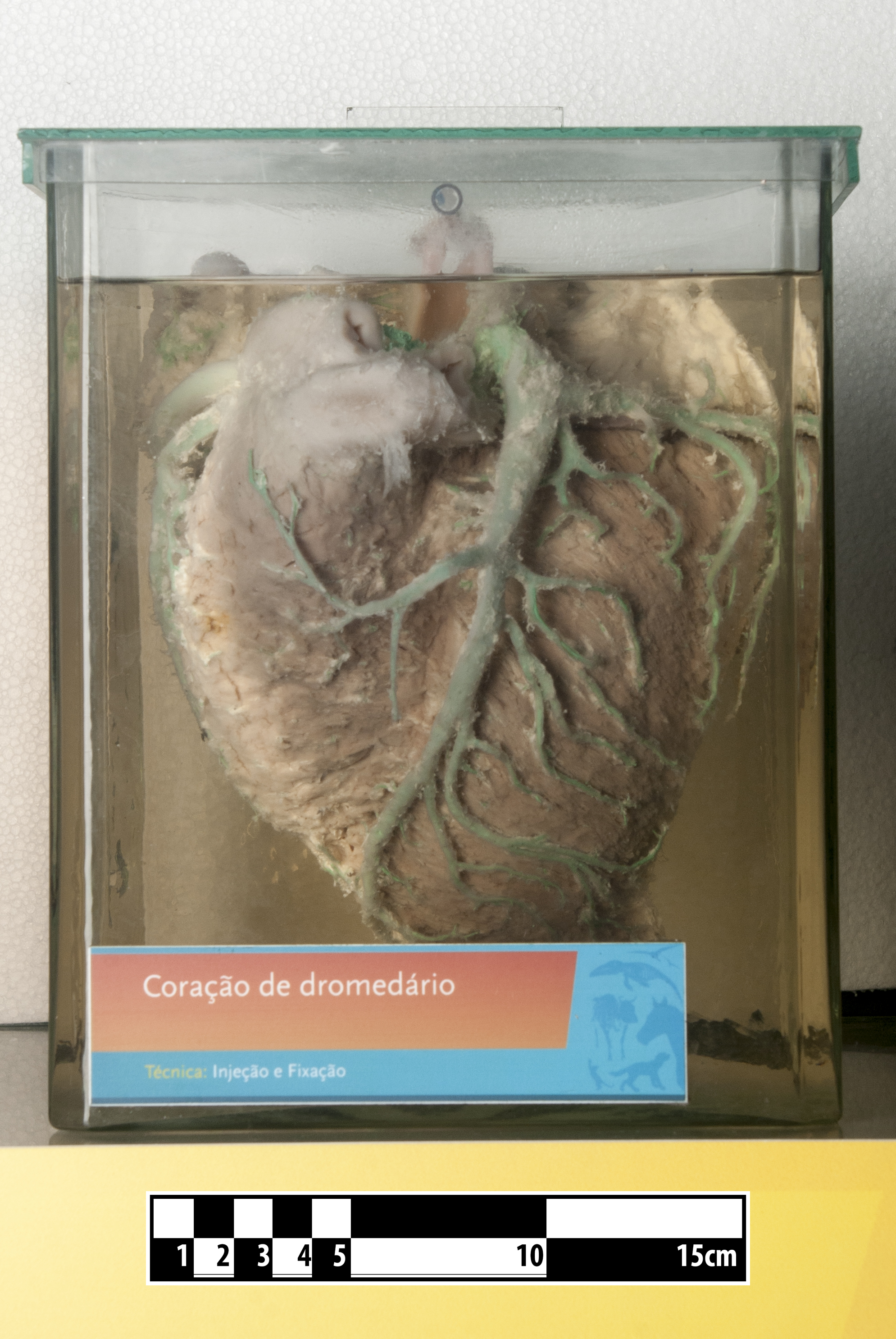
Coração de camelo. Em exposição no MAV/USP.
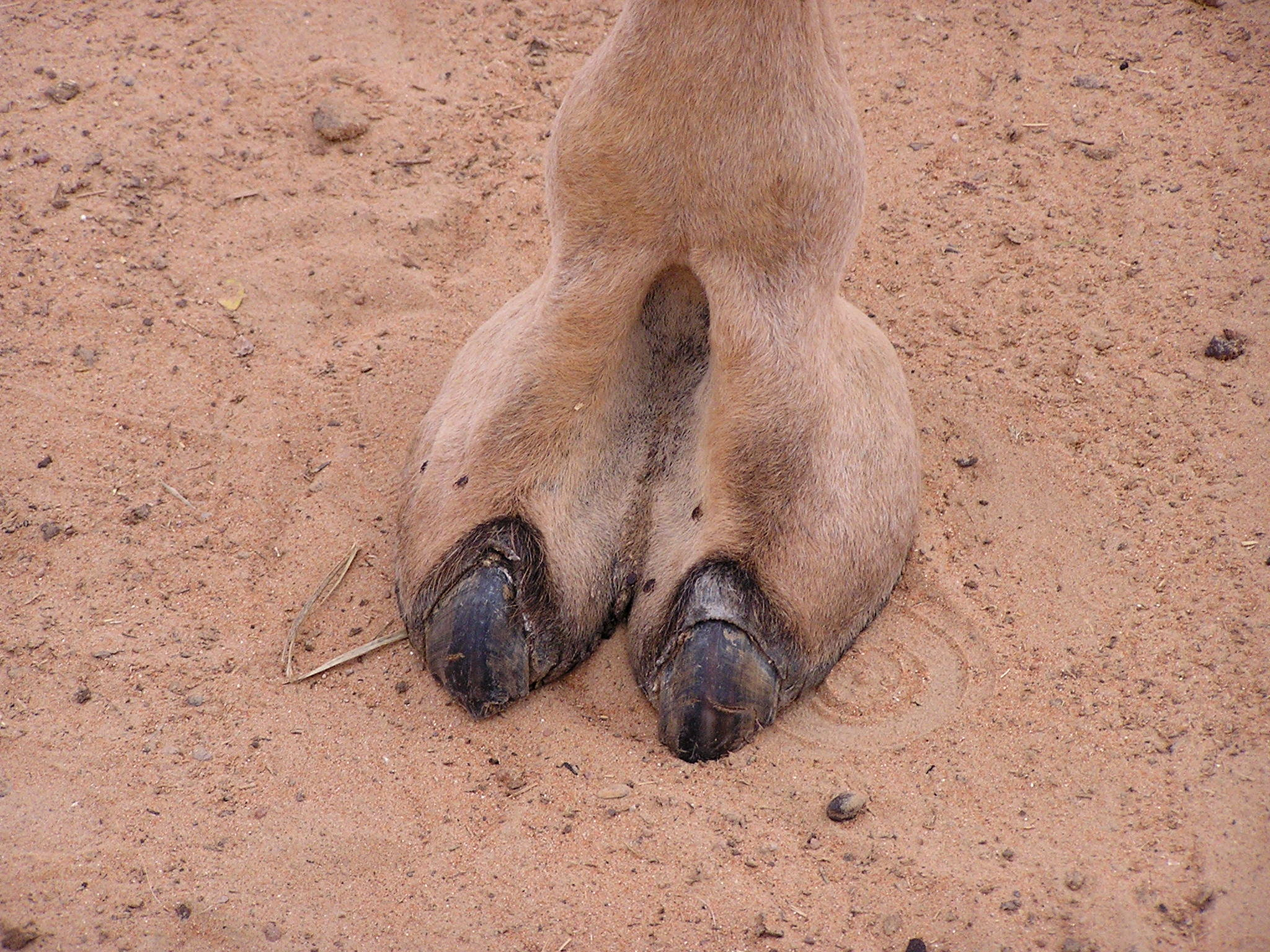
Pata de camelo.
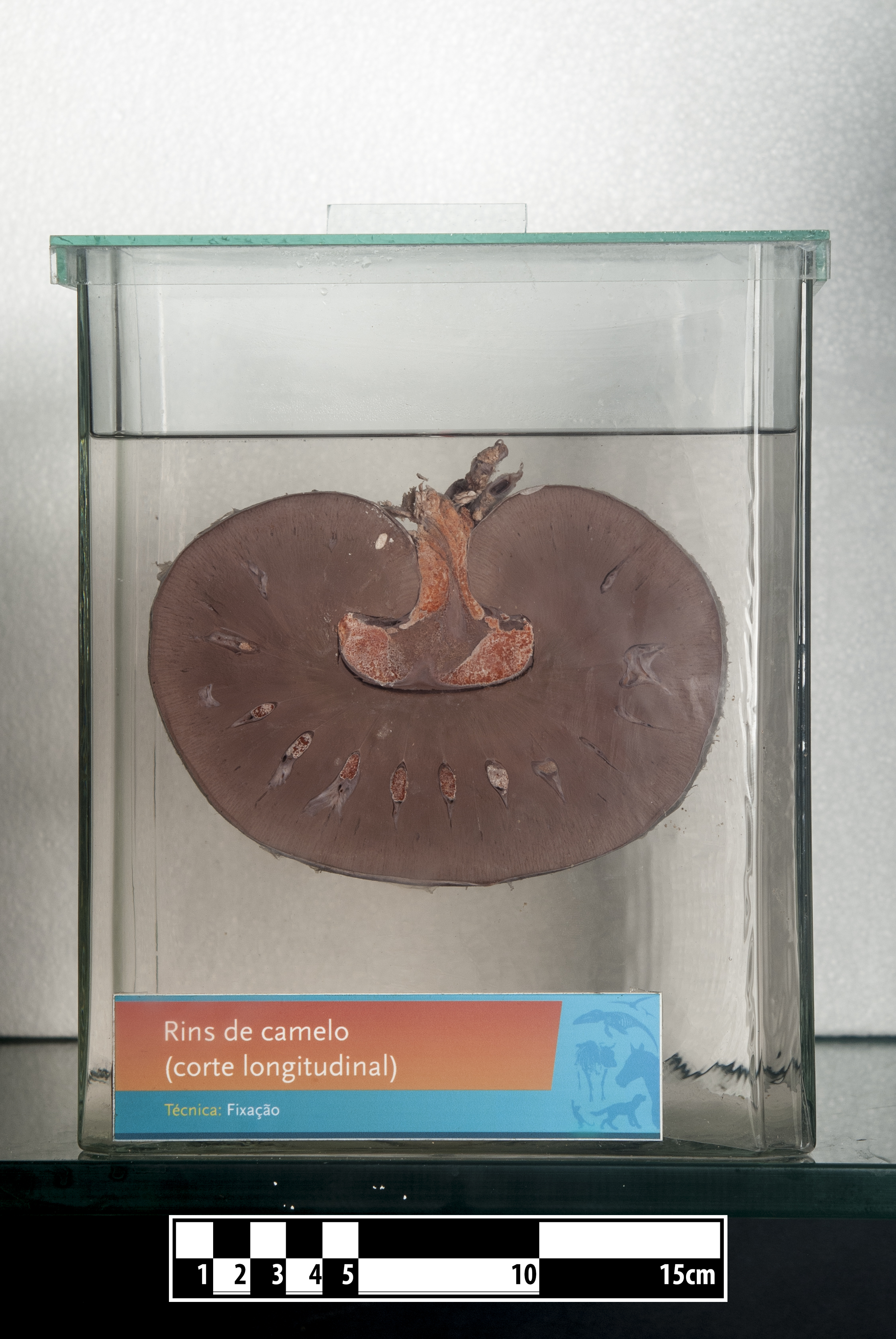
Rim de camelo. (corte longitudinal).